# Karabin Zastava M93
M93 Crna strela – serbski karabin wyborowy dalekiego zasięgu produkowany przez Zastava Orużje.
Prototyp karabinu M93 powstał w 1993 roku. W następnych latach trwało dopracowywanie konstrukcji. Do uzbrojenia armii i policji serbskiej pierwsze egzemplarze trafiły w 1998 roku. Później M93 znalazł się na uzbrojeniu jednostek macedońskich. Niewielkie ilości tego karabinu zostały także sprzedane do Zairu.
Karabin M93 był używany przez oddziały serbskie w czasie walk w Kosowie.
Obecnie M93 jest produkowany w wersjach kalibru 12,7 × 108 mm i 12,7 × 99 mm (.50 BMG).

## Opis konstrukcji
Karabin M93 jest bronią powtarzalną. Zamek czterotaktowy, ślizgowo-obrotowy. Ryglowanie za pomocą dwóch rygli umieszczonych w przedniej części trzonu. Zasilanie z wymiennego magazynka pudełkowego o pojemności pięciu naboi. Celownik optyczny (standardowo M94 Zrak o powiększeniu 8 × 56). Lufa zakończona dwukomorowym hamulcem wylotowym. Kolba stała, wyposażona w dwa sprężynowe amortyzatory.